# Alfred Binet
Alfred Binet, född 8 juli 1857 i Nice, död 18 oktober 1911 i Paris, var en fransk psykolog som är mest känd för att ha uppfunnit det första intelligenstestet.
I början av 1900-talet ville den franska skolministern få en procedur utvecklad för att identifiera intellektuellt lågpresterande skolbarn, så att dessa kunde tas ur den normala undervisningen och sättas i specialklass. Binet hade gjort sig ett namn i sin tidigare forskning på mänskliga förmågor (Perceptions d'enfants och Recherches sur les mouvements de quelques jeunes enfants, artiklar publicerade 1890 i La Revue Philosophique) , och tog 1904 plats i den kommission som tillsatts av skolministern med uppdraget att utveckla en sådan procedur.
Binet publicerade 1905 Binet-Simon-intelligensskalan tillsammans med sin medarbetare Theodore de Simon. Reviderade versioner publicerades 1908 och 1911, den sista just innan Binets död. Binet-Simonskalan utvecklades vidare av Lewis M. Terman från Stanford University, som tog in begreppet IQ som föreslagits av den tyska psykologen William Stern. Termans test lade grunden för ett intelligenstest som fortfarande används, som kom att kallas Stanford-Binet-intelligensskalan.
Binet genomförde även en av de första psykologiska studierna av spelet schack.
Binet gav även ett bidrag till trollerikonsten genom att publicera sina synpunkter i The Psychology of Prestidigation 1894.

## Publikationer
- La psychologie du raisonment; Recherches expérimentales par l'hypnotisme (1886), hans första bok.
- Perception intérieure (1887).
- Etudes des psychologie expérimentale (1888).
- Les altérations de la personnalité (1892).
- Introduction à la psychologie expérimentale (1894; med andra).
- On Double Consciousness (1896).
- La fatigue intellectuelle (1898; med Henri).
- La Suggestibilité (1900).
- Etude expérimentale de l'intelligence (1903).
- L'âme et la corps (1905).
- Les révélations de lécritique d'après un contrôle scientifique (1906).
- Les enfants anormaux (1907; med Simon).
- Les idées sur les enfants (1900).

Han var även en av redaktörerna av L'année psychologique, en årligt utkommande volym med originalartiklar och genomgångar av psykologins utveckling. 